# بریگم یانگ (فیلم)
بریگم یانگ (انگلیسی: Brigham Young) فیلمی در ژانر زندگینامه‌ای، رمانتیک، درام و وسترن به کارگردانی هنری هاتاوی است که در سال ۱۹۴۰ منتشر شد.

## بازیگران
- تایرون پاور
- لیندا دارنل
- دین جاگر
- برایان دانلوی
- جین دارول
- جان کارادین
- مری آستور
- وینسنت پرایس
- مورونی اولسن
- دیک جونز
- جین راجرز
- آن تاد
- تالی مارشال
- مارک لارنس
- ان ای تاد
- چارلز میدلتون
- هنک وردن
- راسل سیمپسون
- ویلارد رابرتسن
- فرانک ام. توماس
- ادموند مک‌دانلد